# Cajasol
Cajasol era una caixa d'estalvis andalusa amb seu a Sevilla. El gener de 2010 va absorbir la Caja de Guadalajara. Cajasol es va fusionar mitjançant un Sistema de Protecció Institucional amb CajaCanarias, Caja Navarra i Caja de Burgos creant Banca Cívica, el 2012 Banca Cívica va ser absorbida per CaixaBank i actualment aquesta antiga caixa d'estalvis és una fundació de caràcter especial accionista minoritària de l'entitat bancària liderada per «La Caixa».